# 金属ガラス
金属ガラス (きんぞくガラス、英: metallic glass、メタリックガラス）は、金属元素を主成分とする非結晶性の合金で、ガラス転移が明確に観察されるアモルファス金属である。
金属ガラスではないアモルファス金属は加熱時にガラス転移に至る前に結晶化が進行するので、流体の原料からアモルファス金属を製造する場合に急速な冷却が必要となる。金属ガラスはそういったアモルファス金属とは異なり、過冷却液体の状態で安定し、結晶化が始まる前に固体化が完了するために鋳型で鋳造できるので工業用途での利便性が高いとの見方もあるが、同じ共晶系の結晶性の合金にも見られるため、結晶性の違いで一概に片付け難い。
日本国内で、金属ガラスという名称はアモルファス金属と同一に扱われることがあるが、実際には金属ガラスはアモルファス金属の特殊な一部である。

## 合金の例
- Zr-55%, Cu-30%, Al-10%, Ni-5% (用途:ゴルフクラブ、精密機械部品)[2]
- Pd-55%, Ni-30%, P-10% (用途: 基礎研究用の材料)

## 発見
1990年に東北大学金属材料研究所の増本健、井上明久らのグループがZr基合金で明瞭なガラス転移を起こす新しいアモルファス合金を発見し、バルク状のアモルファス合金の鋳造に成功した。これに続いて、カリフォルニア工科大学の William L. Johnson のグループでもよりガラス形成能の高いZr-Be-Ti-Cu-Ni合金を発見した。